# 닉 모런
닉 모런(Nick Moran, 1969년 12월 23일 ~ )은 잉글랜드의 배우이다.

## 출연 작품
- 머스킷티어
- 록 스탁 앤 투 스모킹 배럴즈
- 에이지 오브 킬 - 로이 딕슨 역
- 런던 하이스트
- 노크 소리가 두번 울릴 때
- 잇 로컬 - 프라이빗 로즈 역
- 더 해빗 오브 뷰티
- 마이 네임 이즈 레니
- 터미널